# 小行星4036
小行星4036（4036 Whitehouse）是一颗围绕太阳公转的小行星。1987年2月21日，亨利·德波鸿诺在拉西拉天文台发现了此天体。
这颗小行星的绝对星等为336.67450等。